# 松田喜三郎
松田 喜三郎（まつだ きさぶろう、1880年（明治13年）3月12日 ‐ 1946年（昭和21年）2月15日） は、明治後期から昭和前期の実業家、政治家。衆議院議員、愛媛県会議長、愛媛県温泉郡北条町長、同郡粟井村長。

## 経歴
愛媛県風早郡菅沢村（五明村、温泉郡五明村、を経て現松山市菅沢町）で生まれる。1897年（明治30年）4月、温泉郡北条町鹿峰（玖水錦）の松田三平の婿養子となる。日露戦争に従軍した。
1897年（明治30年）1月、松田博愛堂（のち松田薬品工業）を設立して薬種商を営む。1908年（明治41年）7月、ヒラミン（解熱剤）などの製薬を始めて、1918年（大正7年）からのスペインかぜ流行時にヒラミンの販売が拡大して全国に知られた。その他、愛媛県連合薬業会長、日本織物取締役、海南新聞社取締役、鹿島酒造取締役なども務めた。1923年（大正12年）10月、松山自動車会社を設立して、北条、松山間のバス運行を行った。
政界では粟井村会議員に就任。1915年（大正4年）9月、愛媛県会議員に選出され連続5期在任。この間、同参事会員、同副議長も務め、1926年（大正15年）12月から1927年（昭和2年）9月まで県会議長に在任。その他、土木会議員、愛媛県農会議員、温泉郡農会議員、北条町農会長、温泉郡自治会長、同兵事会長などにも在任した。
1930年（昭和5年）2月、第17回衆議院議員総選挙（愛媛県第1区、立憲民政党公認）で初当選し、第20回総選挙まで2回再選され、最後に翼賛議員同盟に所属して、衆議院議員に通算3期在任した。
1927年（昭和2年）8月、北条町長に就任し、倉敷紡績北条工場の誘致、北条港の改修工事などに尽力し、1935年（昭和10年）に退任。また、地元の懇請を受けて1938年（昭和13年）4月、粟井村長となり3年間在任した。
1942年（昭和17年）5月に一切の公職を辞した。

## 国政選挙歴
- 第16回衆議院議員総選挙（愛媛県第1区、1928年2月、立憲民政党公認）落選[5]
- 第17回衆議院議員総選挙（愛媛県第1区、1930年2月、立憲民政党公認）当選[2][4]
- 第19回衆議院議員総選挙（愛媛県第1区、1936年2月、立憲民政党公認）当選[6]
- 第20回衆議院議員総選挙（愛媛県第1区、1937年4月、立憲民政党公認）当選[7]